# Salvatgea
Salvatgea is een geslacht van vlinders van de familie spinneruilen (Erebidae), uit de onderfamilie Lymantriinae.

## Soorten
- S. beondroka Griveaud, 1977
- S. bipuncta (Hering, 1926)
- S. lasioma (Collenette, 1959)
- S. pauliani Griveaud, 1977
- S. reducta Griveaud, 1977
- S. tsaratanana Griveaud, 1977